# Blechnum filiforme
Blechnum filiforme es una especie de helecho endémico de Nueva Zelanda, perteneciente a la familia Blechnaceae.

## Descripción
El helecho tiene el hábito rastrero y trepador. Cuenta con tres tipos diferentes de hojas:. Frondas de escalada largas con hojas largas y puntiagudas, hojas reptantes más cortas con hojas casi redondas, y frondas fértiles con hojas filiformes que dan a la especie su nombre común.

## Taxonomía
Blechnum filiforme fue descrita por Constantin von Ettingshausen, y publicado en Denkschr. Ak. Wien 24. 21 t. 6 f. 5. 1864